# Phyllonorycter tangerensis
Phyllonorycter tangerensis là một loài bướm đêm thuộc họ Gracillariidae. Loài này có ở Maroc.
Ấu trùng ăn Coronilla species và Teline linifolia. Chúng ăn lá nơi chúng làm tổ.